# Punch
Punch (anglicky úder, mimo jiné také punč a jméno postavy z tradičního loutkového divadla) byl britský humoristický a satirický týdeník vycházející v letech 1841–1992 a v letech 1996–2002.
Byl založen 17. června 1841 novinářem Henrym Mayhewem a rytcem Ebenezerem Landellsem. Ze začátku se jmenoval The London Charivari (Londýnské šarivari) po vzoru francouzského satirického časopisu Le Charivari, zaměřeného na karikaturu. Později ale byl ale název změněn na Punch podle postavy vtipálka Mr. Punche z anglického dětského loutkového divadla (obdoba českého Kašpárka). Vrcholné období časopisu bylo ve čtyřicátých letech 20. století, kdy náklad dosáhl počtu výtisků 175 000. Počet výtisků ale postupně klesal, až časopis v roce 1992 po 150 letech existence zanikl.
Počátkem roku 1996 koupil registrovanou značku egyptský milionář Mohamed Al-Fayed a v témže roce obnovil vydávání. Časopis měl ale jiný charakter a nebyl příliš úspěšný. Byl proto v roce 2002 znovu zrušen.
Punch byl založen na kreslených vtipech, publikoval ale i literární materiály, dokonce v něm bylo poprvé použito moderní anglické slovo cartoon pro kreslený vtip.